# Zapotitlán de Méndez
Zapotitlán de Méndez är en kommun i Mexiko.   Den ligger i delstaten Puebla, i den sydöstra delen av landet, 160 km öster om huvudstaden Mexico City.
Följande samhällen finns i Zapotitlán de Méndez:
- Tuxtla